# Національний історичний музей (Тирана)
Національний історичний музей (алб. Muzeu Historik Kombëtar) — історичний музей у Тирані, Албанія. Відкритий 28 жовтня 1981 року, має площу 27 000 квадратних метрів, з яких 18 000 квадратних метрів доступні для експозицій.
Над входом музею розміщена велика фреска з мозаїкою «Албанці», на якій зображені персонажі з історії Албанії. Музей включає такі павільйони: Античності, Середньовіччя, Відродження, Незалежності, Іконопис, Національно-визвольна антифашистська війна, Комуністичний терор та Мати Тереза.

## Павільйони

### Античність

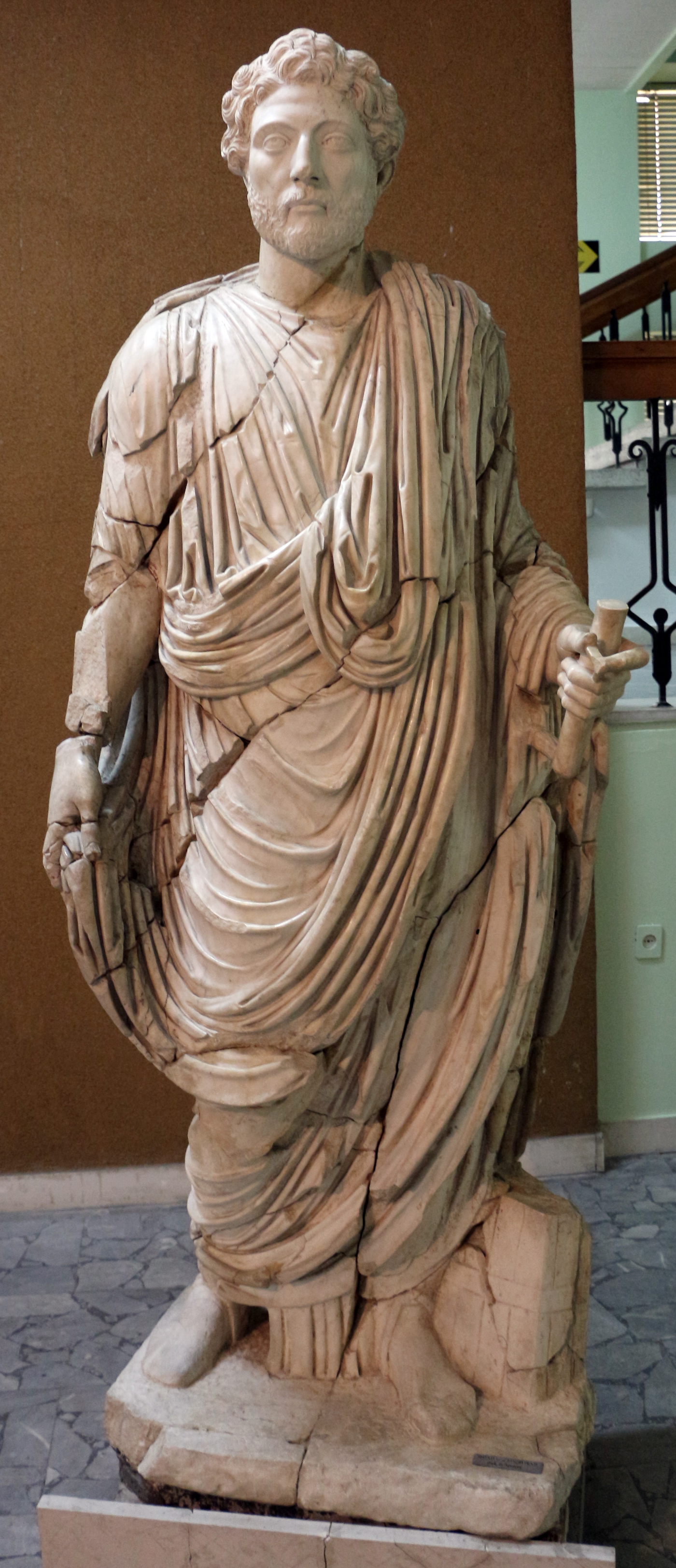
Статуя магістрату знайдена в Аполлонії.

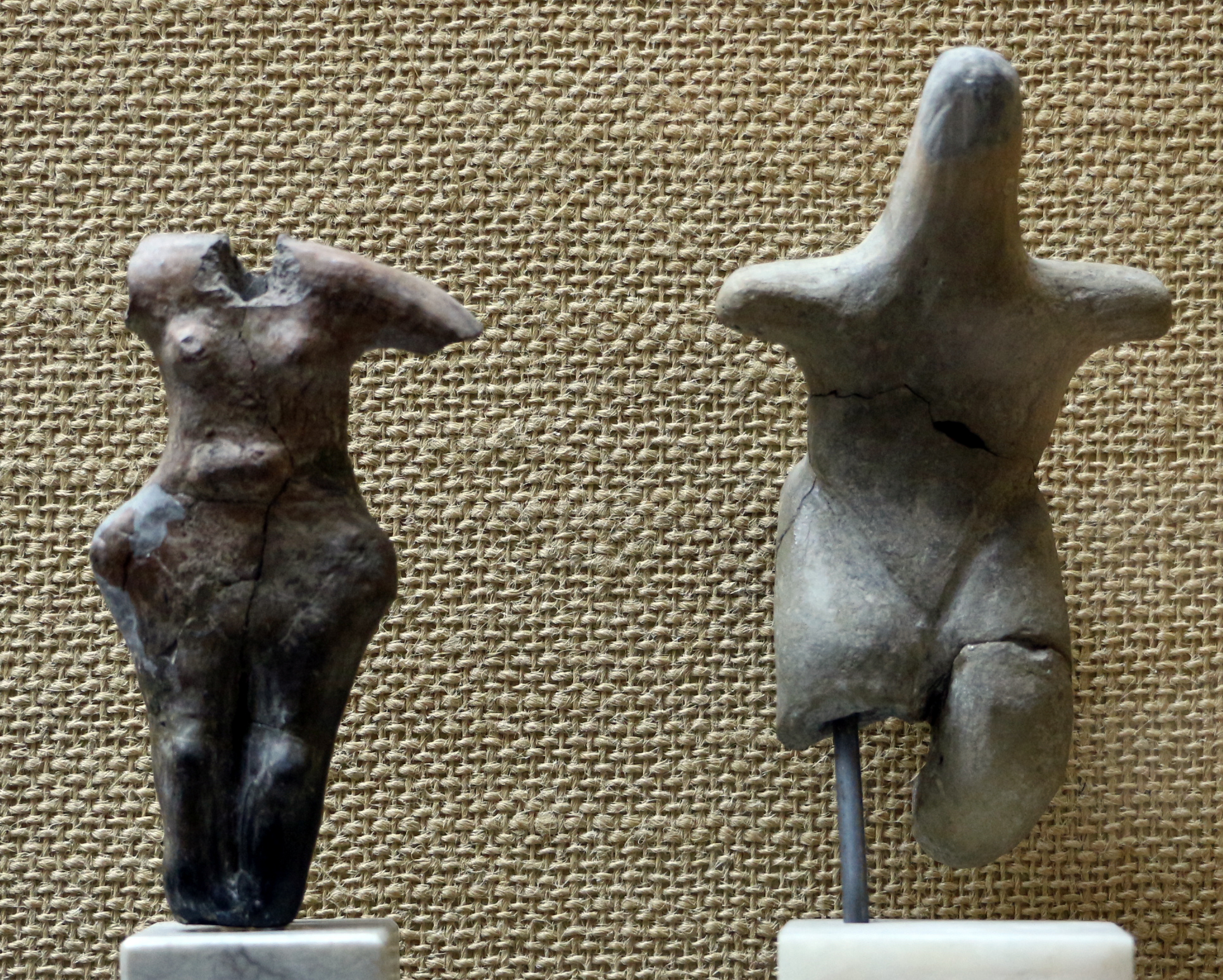
Предмети 4 століття до н

Павільйон античності — найважливіший і один із найбагатших у Національному історичному музеї, налічує 585 предметів. Виставлені предмети починаються з пізнього палеоліту, закінчуються предметами, що належать до Раннього Середньовіччя (4-8 століття). Об'єкти доісторичного поселення Малік представляють неолітичне процвітання із середини IV тисячоліття і приблизно до 2600 р. до н.
Виставлені предмети і монети зі срібла і бронзи з тисненням іллірійских царів центрів Дурреса, Аполлонія, Шкодера, Билліс і Амантія, які були виявлені в провінціях Південної Іллірії з 4-го до 3-го століття до нашої ери, вказуться на сильну економіку та міську іллірську культуру загалом. Вражають скульптури школи Аполлоніатів або Бога Аполлона, однієї з найкрасивіших скульптур того часу (6 століття до н. е.). Досить цікавими є: мозаїка «Краса Дурреса» (IV ст. до н. е.), Голова Артеміди (3 ст. до н. е.), Антропоморфний вигляд річки Аооса (3 або 2 ст. до н. е.), Голова людини з вапняку (5 століття н. е.), вази, прикрашені червоними фігурами та ін. Знахідки монументальної могили Нижнього Сельця, Поградець (III ст. н. е.) займають важливе місце.

### Середньовіччя

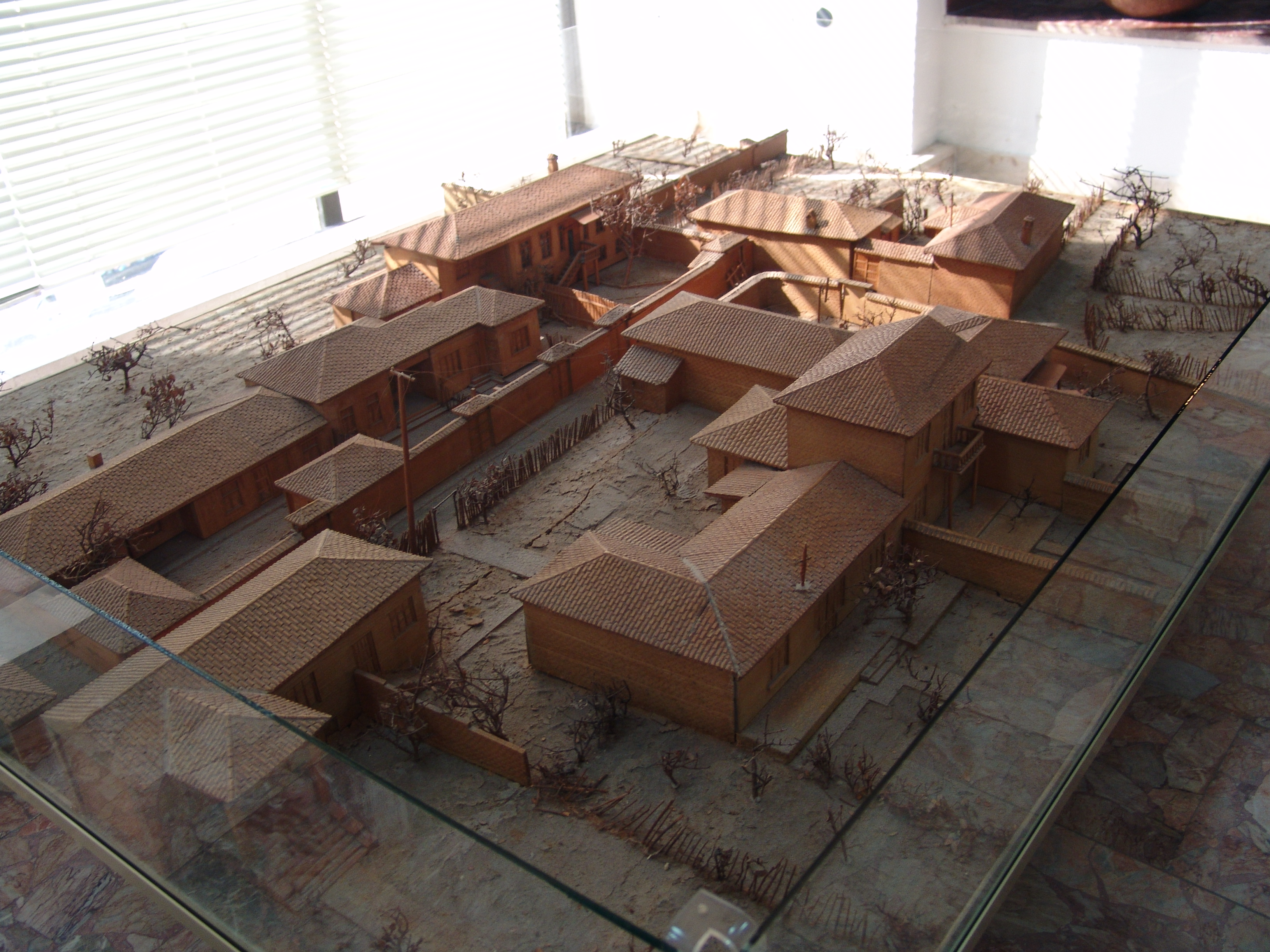
Старий візерунок албанських будинків

У павільйоні середньовіччя відвідувачі мають доступ до економічного, соціального, політичного та культурного розвитку албанців з 6-го століття до 15-го. Спеціальний куточок у цьому павільйоні присвячений князівству Арбер. Передача влади від родини Скурая до Топія виражена в геральдичній емблемі Карла Топії, розташованій на монументальному порталі монастиря Іоанна Володимира в Елбасані. Особливим об'єктом павільйону середньовіччя є епітафія Гллавеніки, яка датується 1373 роком. За допомогою карт, гравюр того часу та предметів передається опір османській окупації албанців, а також ключові економічні події, політичне та соціальне життя країни. Відвідувачі дізнаються про Скандербега, який уособлює боротьбу албанців проти османської окупації.

### Албанське національне Відродження
Павільйон Ренесансу — один із найбагатших з оригінальними предметами, документами, книгами, фотографіями, національними прапорами, зброєю, банкнотами та іншими культурними об'єктами. Більшість об'єктів унікальні для національної історії та культури албанців. Предмети, виставлені у вітринах павільйону в період з середини 19 століття до 1912 року. Об'єктом, що має національну цінність, є прапор патріотичного товариства «Бажання» албанської колонії з Софії в Болгарії. Відвідувачі мають можливість уважно придивитися до письмового столу та колекції книг одного з найвидатніших ідеологів албанської національної ідеології Самі Фрашері (1825—1904).

### Незалежність
Павільйон Незалежності відображає ключові історичні моменти після проголошення незалежності в 1912 році до 1939 року. Декларація (проголошення) незалежності Албанії від Національної асамблеї Вльори 28 листопада 1912 р., а згодом і формування Тимчасового уряду Албанії становлять два важливі акти албанської національної держави. У районах цього павільйону знайшла своє відображення Конференція послів у Лондоні (1912—1913). Недовге правління принца Віда в Албанії в 1914 р. знаменує важливий момент в історії встановлення основ албанської держави. Політичні сутички між керівною елітою країни завершились рухом у червні 1924 р. під керівництвом Фан Нолі. У цьому павільйоні знаходиться куточок, присвячений патріотичному внеску Фана С. Нолі, однієї з видатних постатей в історії албанської нації та держави 20 століття.

### Албанська іконографія
У цьому павільйоні представлена колекція із 70 предметів поствізантійського мистецтва в Албанії: ікони, проскінетаріон, кілька пар святих дверей та іконостас. Ці предмети належали різним церквам в Албанії: Гірокастра, Елбасані, Фієрі, Бераті тощо, починаючи з 16 століття і до початку 19 століття. Найкращі живописці, які залишили вражаючі твори в церквах Албанії, Північної Македонії та Греції, такі як: Онуфрі, Онуфер Кіпріоти, Давид Селеніка, Костандін Шпатараку, Костандін Єромонаку, брати Зографі, брати Четири та Міхал Ананості. представлені в цьому павільйоні. Іконостас (вівтарна ширма, прикрашена іконами) походить від церкви монастиря святого Іоанна Володимира в Елбасані.

### Антифашистська війна

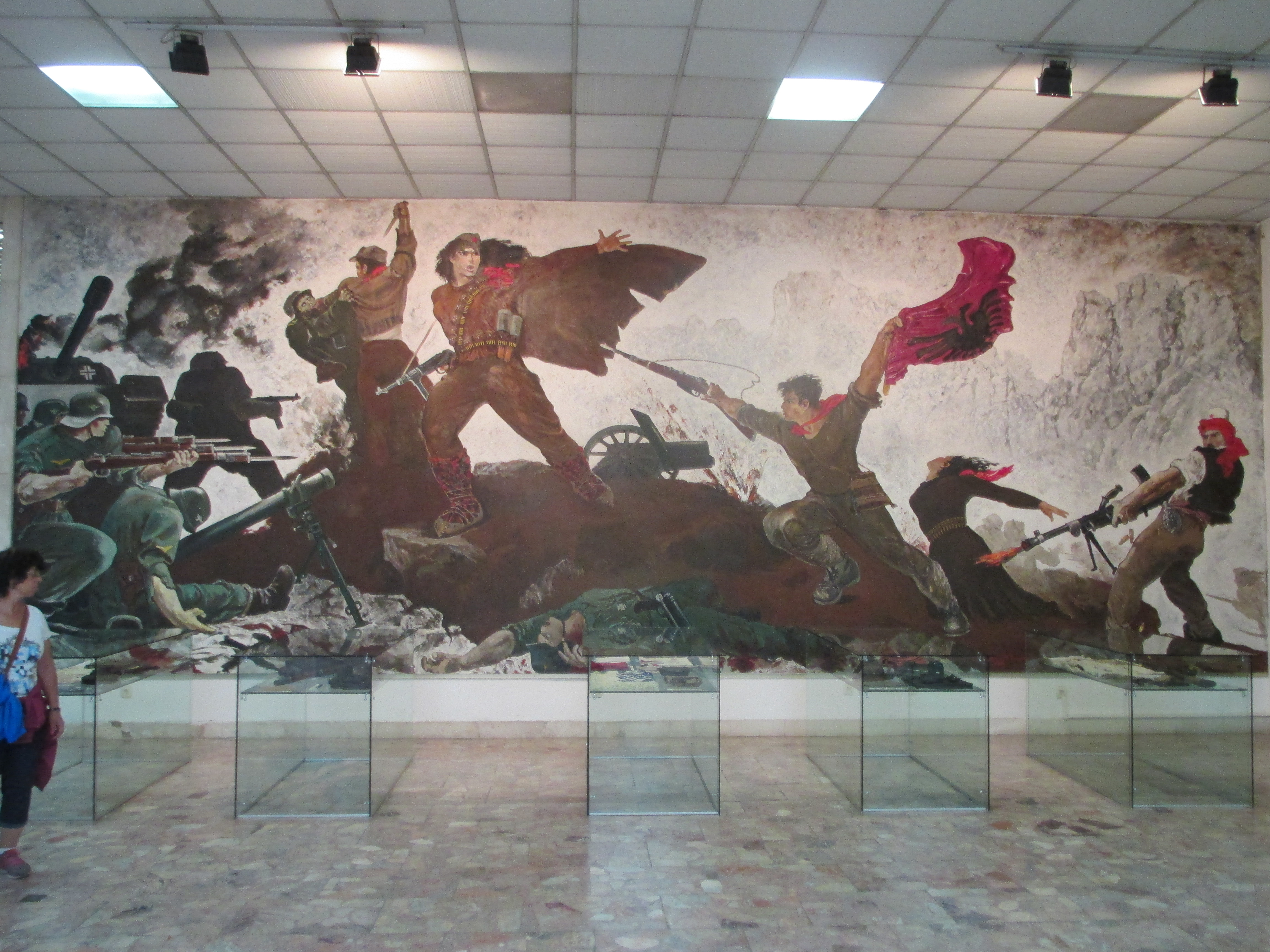
Фреска, присвячена антифашистській війні.

Цей павільйон через 220 об'єктів відображає події, починаючи з Війни за Вльору 1920 року і до кінця Другої світової війни 1945 року. Показує реакцію албанських інтелектуалів у 20-30-ті роки проти приходу до влади в Італії фашизму. Хронологічно в павільйоні відображаються подальші події, пов'язані з встановленням фашистського режиму в Албанії 7 квітня 1939 року та початком організованого антифашистського опору. Албанські добровольці, які брали участь у війні за Іспанію, також мають своє місце в цьому павільйоні. Також є багато реліквій національних мучеників та героїв, які віддали своє життя у війні проти фашизму та нацизму. Особливий акцент було зроблено на внеску британських, радянських та американських союзників та їх місіях в Албанії. У цьому павільйоні є також документи, що відображають підтримку, притулок та захист єврейського населення під час Голокосту в Албанії, вираження гуманізму албанського народу.

### Комуністичний терор
Павільйон комуністичного терору був відкритий у 2012 році. У цьому павільйоні представлені документи, фотографії та предмети, що належать до періоду однопартійності в Албанії з 1945 по 1990 рік. Історичний зміст цього павільйону ще більше збагачується відео, наданими Центральним кіноархівом. Важливою частиною павільйону є документальні та фотоматеріали, що відображають операції проти антикомуністичних сил, спеціальний суд проти політичних опонентів під час війни, а також ліквідацію антикомуністичної опозиції. У вітринах демонструються реліквії, які належали численним особам, засудженим або страченим режимом того часу.

### Мати Тереза
Цей павільйон присвячений родині матері Терези, життю та діяльності. Відвідувачів знайомлять з її благодійною діяльністю, за яку вона була удостоєна багатьох міжнародних нагород. На трибунах павільйону є фотографії світових особистостей, які зустріли Матір Терезу. Особисті предмети виставляються для відвідувачів Національного історичного музею.